# Faro di Portland Bill
Il faro di Portland Bill (Portland Bill lighthouse, in inglese) è situato sull'estremità dell'omonimo promontorio, che costituisce l'estremo meridionale dell'isola di Portland, nella contea del Dorset, in Inghilterra. Il promontorio fu teatro di molti naufragi tra le navi che tentavano di raggiungere Portland passando tra la costa ed un pericoloso banco di sabbia, detto "Shambles", circa 3 miglia a sud-est; lo scontro tra le onde di marea in questo punto rende le acque costantemente turbolente. Il faro, amministrato da Trinity House (l'Autorità britannica per i fari), costituisce un'importante guida per le imbarcazioni dirette a Weymouth e Portland attraverso queste acque pericolose, ma è anche un punto di riferimento per le navi che percorrono il canale della Manica.
Sull'isola, oltre al faro attivo, sono presenti altri segnalamenti marittimi ottici: i due fari dismessi, l'obelisco e tre fanali sulla diga foranea del porto.

## Storia
Già nel 1669 tale sir John Clayton ricevette l'incarico di costruire un faro a Portland Bill, ma il progetto fallì. Agli inizi del XVIII secolo, il capitano William Holman, sostenuto da alcuni armatori e dalla "Corporazione di Weymouth", sottoscrisse una petizione a Trinity House per chiedere la installazione di un faro. Inizialmente Trinity House respinse la richiesta, motivando che un segnale in quel punto sarebbe stato privo di utilità e la sua manutenzione sarebbe stata troppo onerosa per le possibilità economiche degli armatori locali.
La popolazione di Weymouth continuò la petizione e finalmente il 26 maggio 1716 il Sovrano Giorgio I di Gran Bretagna concesse il brevetto per la costruzione del faro alla Corporazione di Trinity House, che a sua volta cedette l'appalto ad un consorzio privato.

### I primi due fari: 1716
Il consorzio costruì nello stesso anno due fari in pietra, uno sulla costa est del promontorio, e l'altro sulla scogliera a ovest, note rispettivamente come "Low Light" ("luce bassa", in inglese) e "High Light" ("luce alta", sempre in inglese) a causa della differente elevazione del piano focale sul livello del mare. La gestione dei segnali non fu però ottimale: la manutenzione era carente, spesso le luci venivano accese in ritardo o a volte non venivano accese del tutto. Nel 1752 due ispettori della Trinity House effettuarono un sopralluogo dal mare per verificare che le luci venissero accese, e scrissero nella loro relazione che "era già notte da due ore prima che una qualsiasi luce apparisse in uno dei due fari".
Tuttavia il Consorzio continuò ad amministrare i fari fino alla scadenza, nel 1777, dei 61 anni della concessione, dopodiché i fari tornarono ad essere amministrati da Trinity House.
Nell'agosto 1788 venne sostituita la sorgente luminosa sulla luce alta (quella ad est) e vennero installate 14 lampade "Argand" disposte su due file, alimentate a petrolio e dotate di specchio riflettente. Quello di Portland fu il primo faro in Inghilterra ad utilizzare questo tipo di lampada, che era stata recentemente inventata dal chimico svizzero François Ami Argand. La lampada di Argand produceva una luce bianca più intensa e stabile rispetto alle lampade utilizzate in precedenza.

### Il terzo faro: 1789
Nel 1789 Trinity House diede incarico a tale William Johns, costruttore edile di Weymouth, di demolire una delle due torri, quella ad est (la "Low Light") e costruirne una nuova per la cifra di 2000 sterline. Esso venne situato in modo da essere visibile sia di giorno che di notte, sia come riferimento per le navi che transitavano nel Canale della Manica che per indicare un percorso libero dalle sabbie di Shambles e dalle turbolente acque (dette "The Race") di Portland Bill alle navi in arrivo. Sulla porta d'ingresso una targa in marmo con la scritta "Anno 1789." ricordava l'anno di costruzione.
La luce era generata da 6 lampade "Argand" su cui vennero testate le lenti di Thomas Rogers per aumentare l'intensità del fascio di luce. Nel 1798 furono installati presso il faro due cannoni in conseguenza della minaccia napoleonica di invasione.
Nel 1844 Trinity House fece erigere, come ulteriore ausilio alla navigazione, un obelisco di pietra sull'estremo sud del promontorio, per segnalare alle navi la presenza di alcuni scogli pericolosi per la navigazione.

### I due nuovi fari del 1869
Nel 1869 furono ultimati due nuovi fari in sostituzione di quelli precedenti. Entrambi i fari sono ancora esistenti e pressoché inalterati, sebbene decomissionati.

### Il faro attuale
Agli inizi del XX secolo Trinity House annunciò l'intenzione di costruire un nuovo faro, in sostituzione dei due in uso, che entrò in servizio nel 1906, mentre i precedenti fari cessarono l'attività. Il faro fu presidiato fino al 1996, anno in cui fu automatizzato.

## Struttura
L'attuale faro consiste in una torre a base circolare in pietra arenaria alta 41 metri, dipinta di bianco con una banda orizzontale rossa; all'interno una scala con 153 gradini porta alla sommità ove si trova la lanterna. Quest'ultima è metallica, protetta da una grata in ferro a maglie romboidali e schermata da una lamiera in direzione dell'entroterra. Intorno alla lanterna si trova un balcone, o "galleria", da cui parte un'ulteriore scala a pioli che porta in cima alla cupola di copertura.
Ai piedi della torre due edifici dipinti di bianco ospitavano gli alloggi dei guardiani e il magazzino del combustibile e delle attrezzature.
La luce è generata da una lampada elettrica da 1000 watt, l'ottica è composta da lenti catadiottriche fisse di 1º ordine; l'intensità del fascio luminoso è di 635.000 cd.
Il piano focale si trova 43 metri sul livello del mare ed il segnale luminoso ha una portata di 25 miglia nautiche. Il faro è interamente automatizzato e controllato a distanza dal centro di controllo di Trinity House ad Harwich.

### Caratteristica
La caratteristica del segnale, peculiarità assai inusuale in un faro, è variabile a seconda del punto di osservazione. Infatti un particolare sistema ottico fa sì che il segnale cambi gradualmente da un singolo lampo a una sequenza di quattro lampi tra il rilevamento 221° e 224°, e passi di nuovo da quattro lampi ad un lampo singolo tra il rilevamento 117° e 141°. Il periodo, ovvero il tempo dopo il quale si ripete la sequenza, è sempre di 20 secondi.
Il segnale da nebbia emette un suono di 3,5 secondi ogni 30 secondi.

## Il "faro alto" e il "faro basso"
Nei pressi dell'attuale faro di Portland Bill esistono ancora i due fari costruiti nel 1869, rimasti pressoché inalterati fino ai giorni nostri sebbene decommissionati nel 1906. Sono noti come "High Light" o "Higher Lighthouse" ("luce alta" o "faro alto", in inglese) e "Low Light" o "Lower Lighthouse" ("luce bassa" o "faro basso", sempre in inglese), in riferimento alla elevazione del piano focale sul livello del mare.

### Old Lower Lighthouse
Coordinate: 50.519628°N 2.451099°W

Il "vecchio faro basso" si trova circa 0,8 km a nord-est dell'attuale faro.
È una torre in pietra a base rotonda dipinta di bianco, alta circa 25 metri, detto "luce bassa" perché dei due era quello che aveva un'elevazione (altezza del segnale sul livello del mare) inferiore. La lanterna è dotata di "galleria", ovvero una balconata percorribile per la pulizia dei vetri; adiacenti al faro ci sono due fabbricati accessori mentre l'abitazione del guardiano, una costruzione a due piani, è staccata.
Costruito nel 1869, venne decommissionato nel 1906 quando entrò in servizio il faro attuale. La lanterna originale venne rimossa, e per un certo periodo la casa del guardiano ospitò una tearoom. Nel 1961 la struttura venne riaperta come osservatorio per l'avifauna e l'ambiente. Venne installata una nuova "lanterna", più bassa dell'originale, con la funzione di punto di osservazione per gli uccelli, che nel periodo delle migrazioni tendono a concentrarsi sul promontorio di Portland Bill. L'osservatorio è gestito da Portland Bird Observatory and Field Centre.
È possibile soggiornare nel faro e nella ex-casa del guardiano.

### Old Higher Lighthouse
Coordinate: 50.522251°N 2.456512°W

Il "vecchio faro alto" si trova circa 1 km a nord dell'attuale faro.
È una torre in pietra a base rotonda dipinta di bianco, più tozza della prima, alta circa 12 metri. Pur essendo più bassa dell'altra torre, era detta "luce alta" poiché, essendo situata su una scogliera, la sua elevazione era maggiore rispetto all'altro faro. 
La lanterna è dotata di "galleria", ovvero una balconata percorribile per la pulizia dei vetri; adiacenti alla torre ci sono due case ad un piano per i guardiani. Costruito nel 1869, venne decommussionato nel 1906 quando entrò in servizio il faro attuale e venduto ad un privato per 400 sterline.
Nel 1923 fu acquistato dalla dottoressa Marie Stopes, famosa per i suoi studi sul controllo delle nascite, alla quale restò fino al 1958. Dopo un periodo di abbandono e decadenza durato 15 anni, nel 1981 il faro è stato acquistato dall'attuale proprietà che ha avviato lavori di restauro. La lanterna originale è stata sostituita ed ora ospita un punto di osservazione.

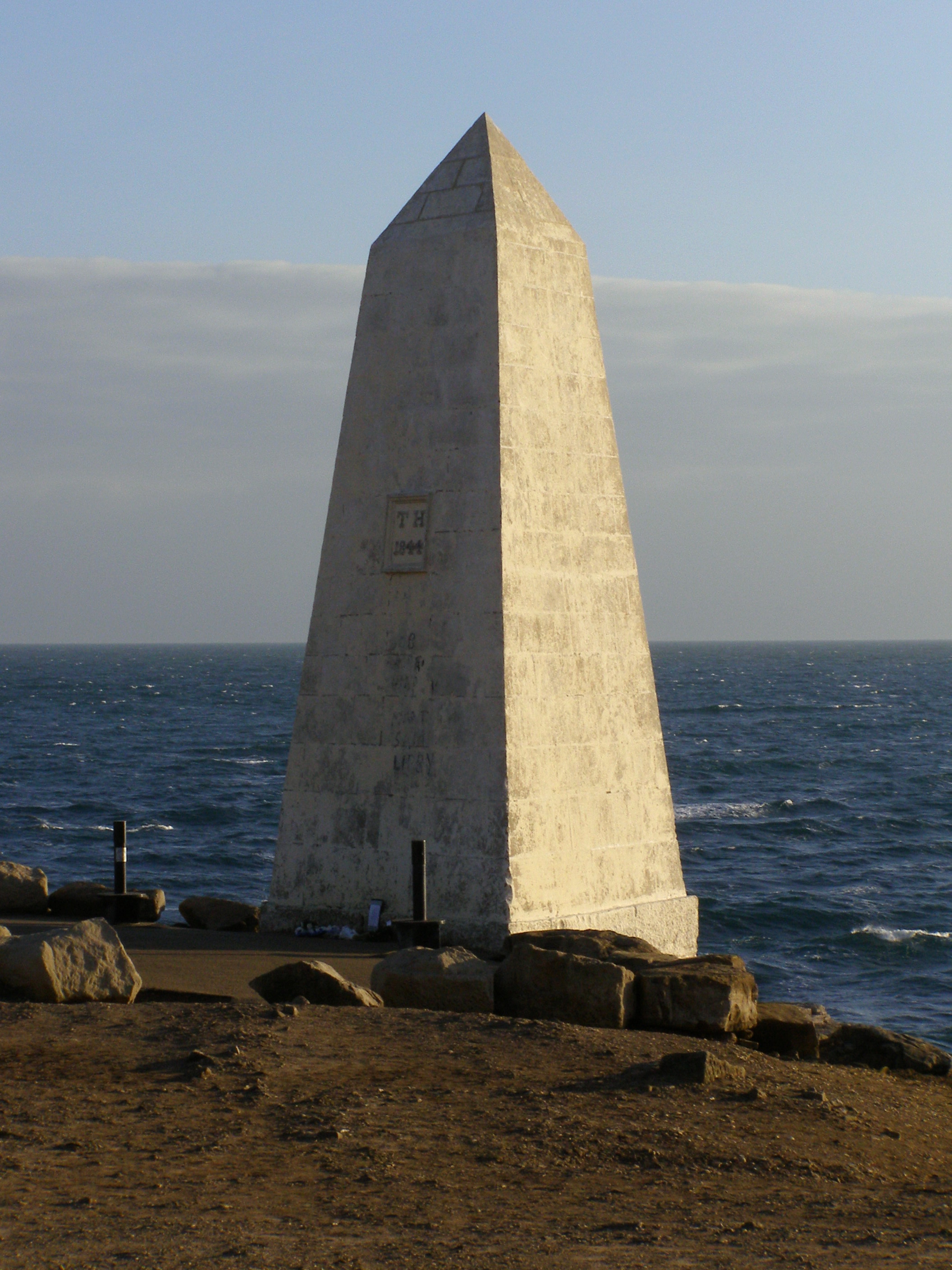
L'obelisco di Trinity House sul promontorio di Portland Bill, è un segnale visivo per le navi.

## L'obelisco di Portland Bill
Coordinate: 50.513278°N 2.456674°W

Si tratta di un dromo in forma di obelisco di pietra bianca alto 7 metri, eretto nel 1844 da Trinity House sull'estremità meridionale del promontorio di Portland Bill, per segnalare alle imbarcazioni il pericolo consistente in una striscia di rocce basse che si estende in mare per trenta metri in direzione sud. Questo tipo di manufatti prende il nome di segnalamenti diurni, in quanto non emettono segnali luminosi.
Nel 2002 Trinity House propose la rimozione, ma la popolazione si oppose e l'obelisco è rimasto al suo posto; è tuttavia in pericolo per l'erosione della scogliera.

## Fanali portuali
Il porto di Portland è protetto da dighe foranee note come Portland breakwater, ovvero un complesso di sbarramenti costruiti per smorzare il moto ondoso. Su di essa sono installati tre fanali che guidano le imbarcazioni all'imboccatura del porto, gestiti direttamente dall'Autorità Portuale di Portland (Portland Harbour Authority). Si tratta di due fanali a luce rossa e verde che, come in tutti i porti, indicano l'imboccatura del porto, più un terzo fanale sul segmento di nord-ovest della barriera.

### Sbarramento di nord-ovest
Coordinate: 50.585872°N 2.417622°W

All'estremità meridionale di questo segmento della diga foranea nel 1905 è stato installato un piccolo faro metallico prefabbricato alto circa 22 metri, costituito da una colonna centrale circondata da una struttura reticolare a base ottagonale, sormontata da una lanterna metallica dotata di "galleria" percorribile. È l'unico esemplare sopravvissuto in Inghilterra di questo tipo di fari prefabbricati, un tempo abbastanza comune.
Trovandosi su una barriera non collegata con la terraferma, è accessibile solo via mare.
Sostituisce un precedente faro in pietra costruito nel 1851 e demolito quando la diga foranea è stata estesa.

### Fanale rosso
Coordinate: 50.594201°N 2.431269°W

Collocato all'estremità settentrionale dello sbarramento di nord-ovest del porto, è una piccola torre quadrata in cemento alta 8 metri sormontata da una struttura metallica, l'altezza focale è di 11 metri. La luce rossa è intermittente con un'eclissi ogni 15 secondi. È gestito da Portland Harbour Authority, l'Autorità portuale di Portland ed censito nell'elenco fari dell'Admiralty al n° A0320.

### Fanale verde
Coordinate: 50.596286°N 2.432442°W

Collocato all'estremità meridionale dello sbarramento nord del porto, è una piccola torre quadrata in cemento alta 8 metri sormontata da una struttura metallica, l'altezza focale è di 11 metri. La luce verde è intermittente con un'eclissi ogni 15 secondi. È gestito da Portland Harbour Authority, l'Autorità portuale di Portland ed censito nell'elenco fari dell'Admiralty al n° A0322.

## Galleria d'immagini

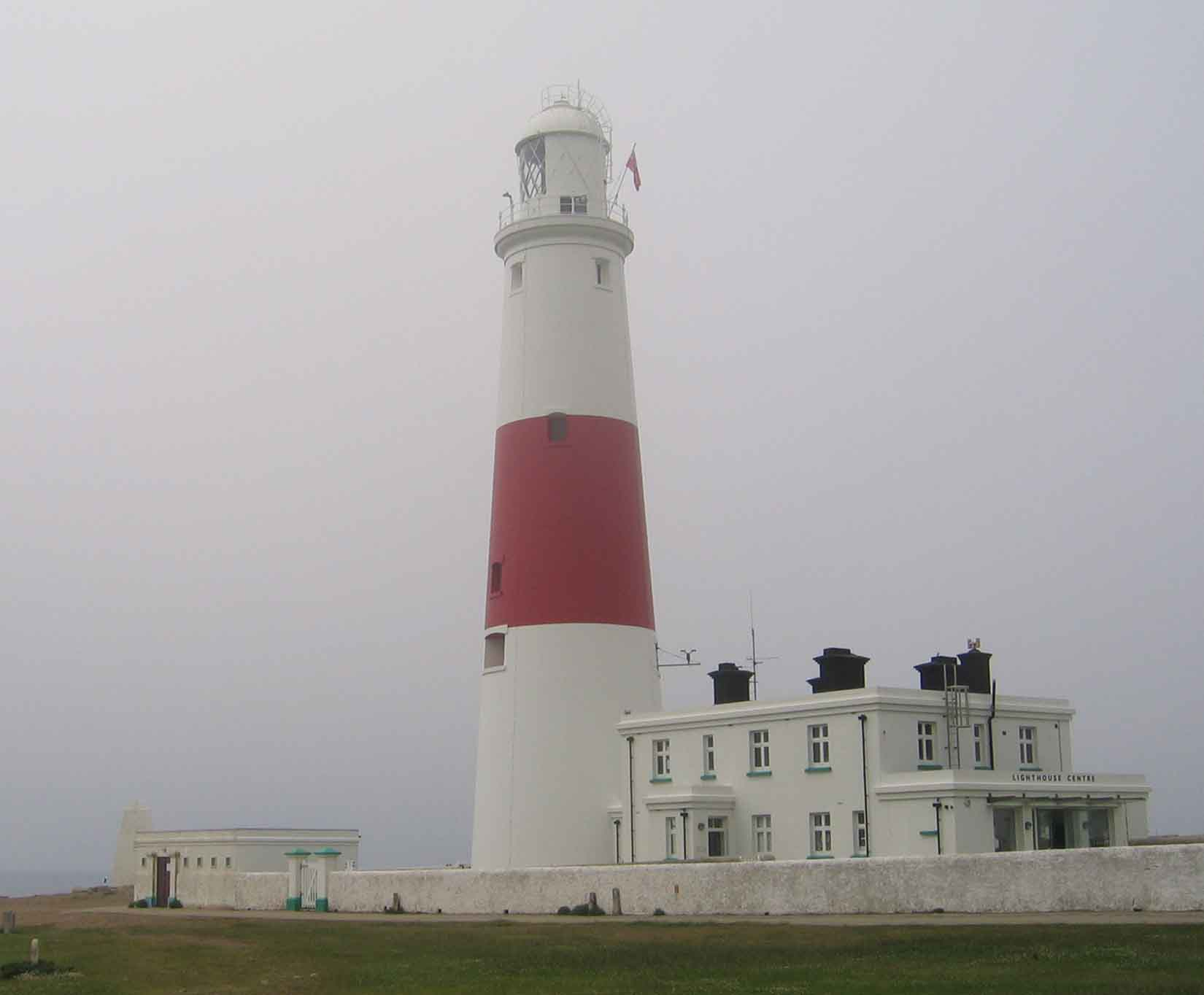
Il faro di Portland Bill
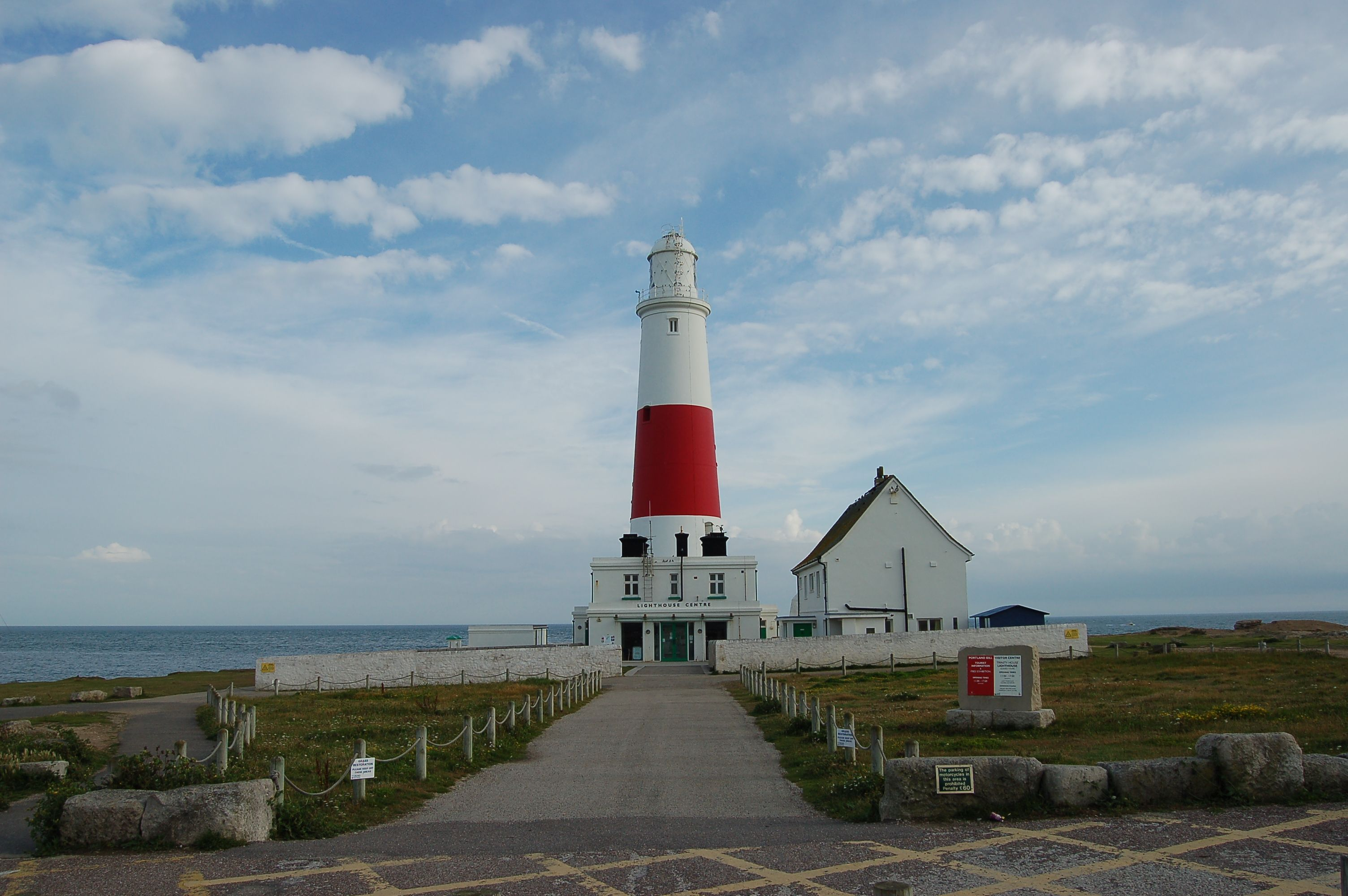
Altra immagine del faro
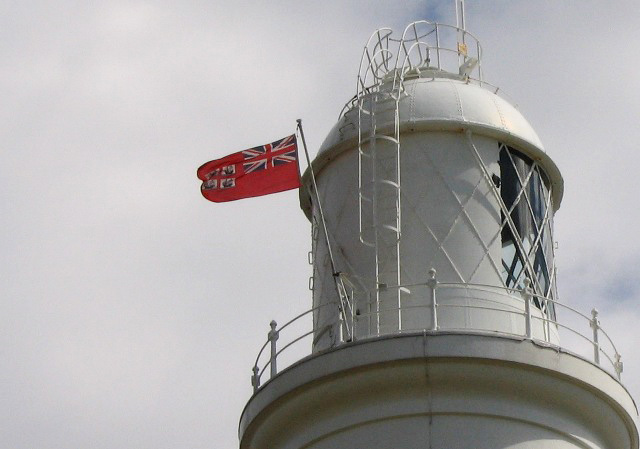
La bandiera navale di Trinity House sulla lanterna del faro di Portland Bill
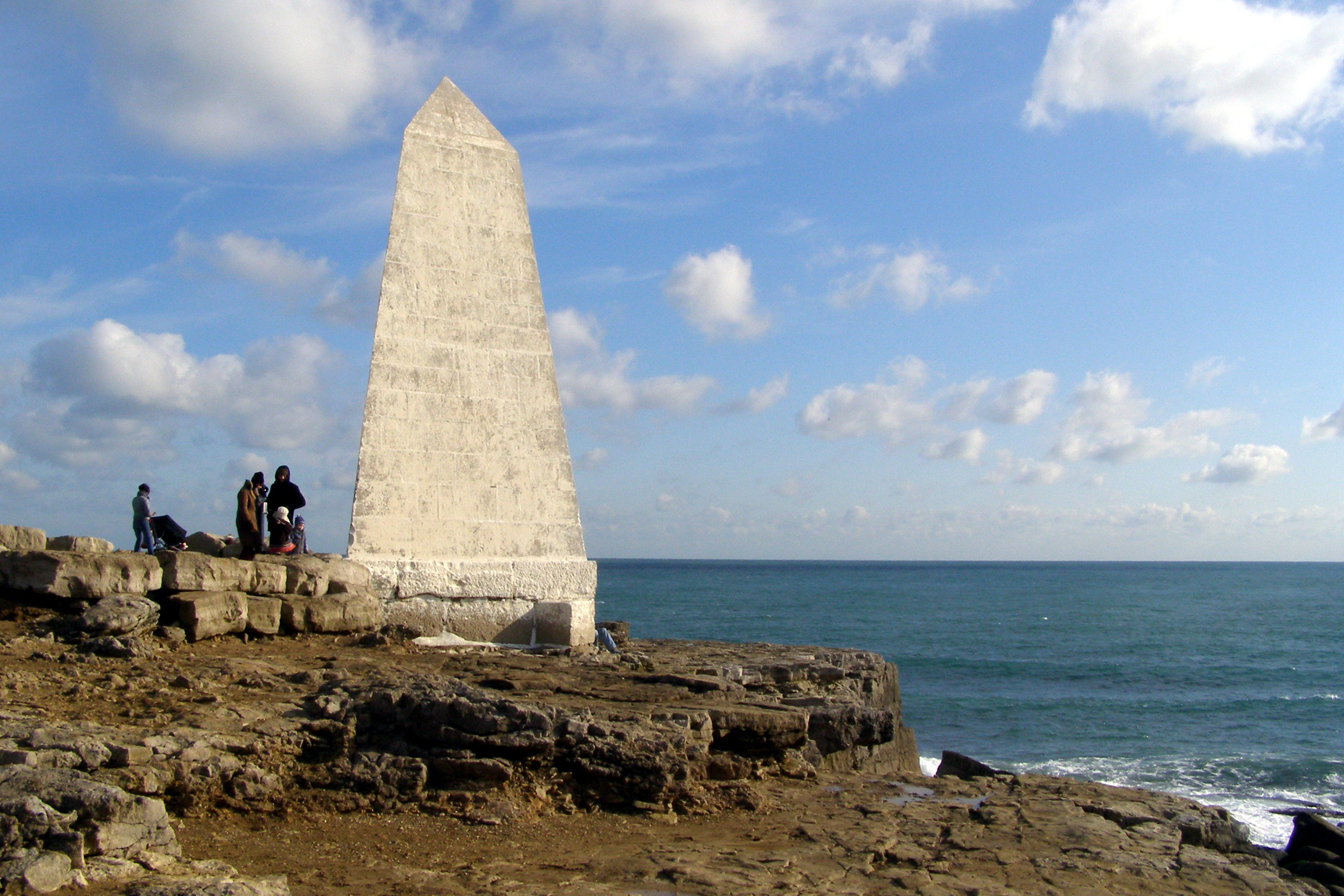
L'obelisco